# Gare des Aubrais
Pour les articles homonymes, voir Aubrais.
La gare des Aubrais, auparavant appelée gare des Aubrais-Orléans et parfois appelée gare de Fleury-les-Aubrais, est une gare ferroviaire française des lignes de Paris-Austerlitz à Bordeaux-Saint-Jean, des Aubrais - Orléans à Montauban-Ville-Bourbon et des Aubrais - Orléans à Orléans, située sur le territoire de la commune de Fleury-les-Aubrais, dans le département du Loiret, en région Centre-Val de Loire.
C'est une gare de la Société nationale des chemins de fer français (SNCF), desservie par les trains des réseaux Ouigo Train Classique, Intercités et TER Centre-Val de Loire.
Depuis le 14 décembre 2014, son nom commercial a été simplifié en « gare des Aubrais », afin d'éviter des confusions avec la gare voisine d'Orléans.

## Situation ferroviaire
Gare de bifurcation, elle est située au point kilométrique (PK) 118,928 de la ligne de Paris-Austerlitz à Bordeaux-Saint-Jean, entre les gares de Cercottes et de La Chapelle-Saint-Mesmin.
Elle est également l'origine des lignes suivantes :
- Les Aubrais - Orléans à Montauban-Ville-Bourbon, la première gare après Les Aubrais étant celle de Saint-Cyr-en-Val - La Source ;
- Les Aubrais - Orléans à Orléans ;
- Les Aubrais - Orléans à Malesherbes, exploitée partiellement pour le trafic de fret ;
- Les Aubrais - Orléans à Montargis, exploitée partiellement pour le trafic de fret.

Son altitude est de 119 mètres.

## Histoire

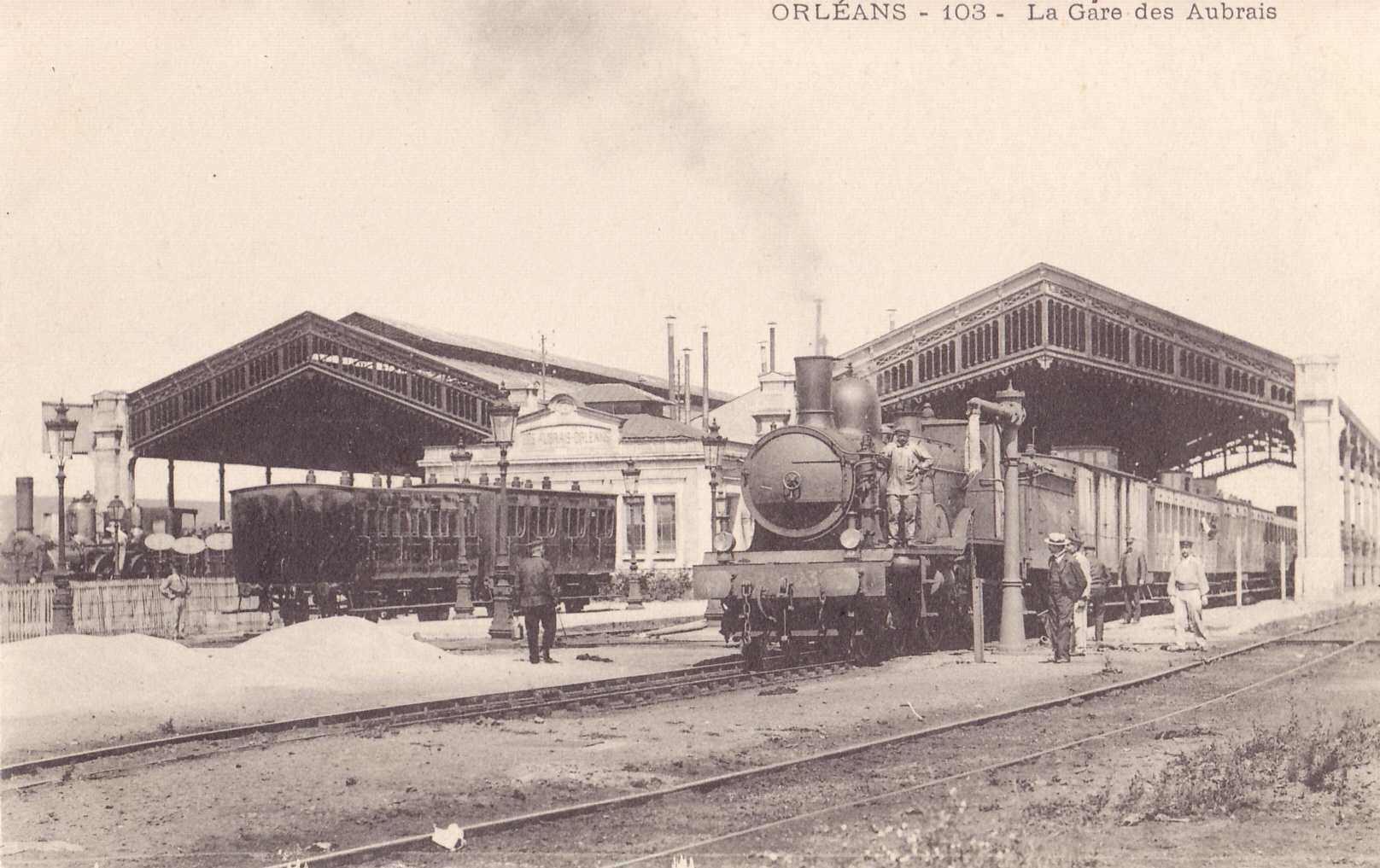
La gare, au début du XXe siècle.

La première gare, construite au lieu-dit Les Aubrais, est inaugurée le 28 septembre 1853.
En 1855, alors qu'il n'y a encore qu'un bâtiment voyageurs provisoire, la gare est néanmoins pourvue d'un buffet. Les trains omnibus pour Orléans n'y marquent pas d'arrêt ; par contre, les trains express à destination de Blois, Tours, Bordeaux, Nantes, Bourges et Auch desservent cette nouvelle gare.
Elle permet un gain de temps pour lesdits trains express, qui n'ont pas à faire le détour et à effectuer les manœuvres nécessitées par la situation en impasse de la gare d'Orléans. Les voyageurs ayant Orléans pour destination sont invités à monter dans un « petit train spécial », pour parcourir les 1 640 mètres les séparant de la grande gare située près du centre-ville.
Le décret impérial du 8 mai 1858 déclare d'utilité publique l'achat de terrains par la Compagnie du chemin de fer de Paris à Orléans sur la commune de Fleury-aux-Choux, au lieu-dit Les Aubrais. La raison de cette décision résulte du besoin d'espace pour le « garage et le mouvement des trains de voyageurs et de marchandises ».
Les marquises de la gare, adaptées lors de l'électrification de la ligne, le bâtiment voyageurs et les faisceaux de voies furent dévastés par les bombes lors de la Seconde Guerre mondiale.
Le bâtiment voyageurs actuel date de 1961.
De 2010 à mai 2016, la gare est desservie par la relation commerciale TGV Brive-la-Gaillarde – Lille.
Depuis 2013 et la mise en service du TGV France – Espagne, la desserte par trains de nuit Elipsos est supprimée.

## Fréquentation
De 2015 à 2022, selon les estimations de la SNCF, la fréquentation annuelle de la gare s'élève aux nombres indiqués dans le tableau ci-dessous.
| Année                      | 2015      | 2015      | 2017      | 2018      | 2019      | 2020      | 2021      | 2022      | 2023      |
| -------------------------- | --------- | --------- | --------- | --------- | --------- | --------- | --------- | --------- | --------- |
| Voyageurs                  | 1 694 525 | 1 620 529 | 1 666 961 | 1 585 092 | 1 592 924 | 888 807   | 1 113 331 | 1 286 538 | 1 332 373 |
| Voyageurs et non voyageurs | 2 118 157 | 2 025 662 | 2 083 701 | 1 981 365 | 1 991 155 | 1 111 009 | 1 391 664 | 1 608 173 | 1 665 466 |

## Service des voyageurs

### Accueil
Gare SNCF, elle dispose d'un bâtiment voyageurs avec guichets et des distributeurs automatiques de titres de transport nationaux et régionaux.
Elle est équipée de trois quais centraux, encadrant six voies. Trois voies courtes en impasse sont situées côté Orléans. Les trois quais possèdent des abris voyageurs. Le changement de quai s'effectue par un passage souterrain.

### Desserte

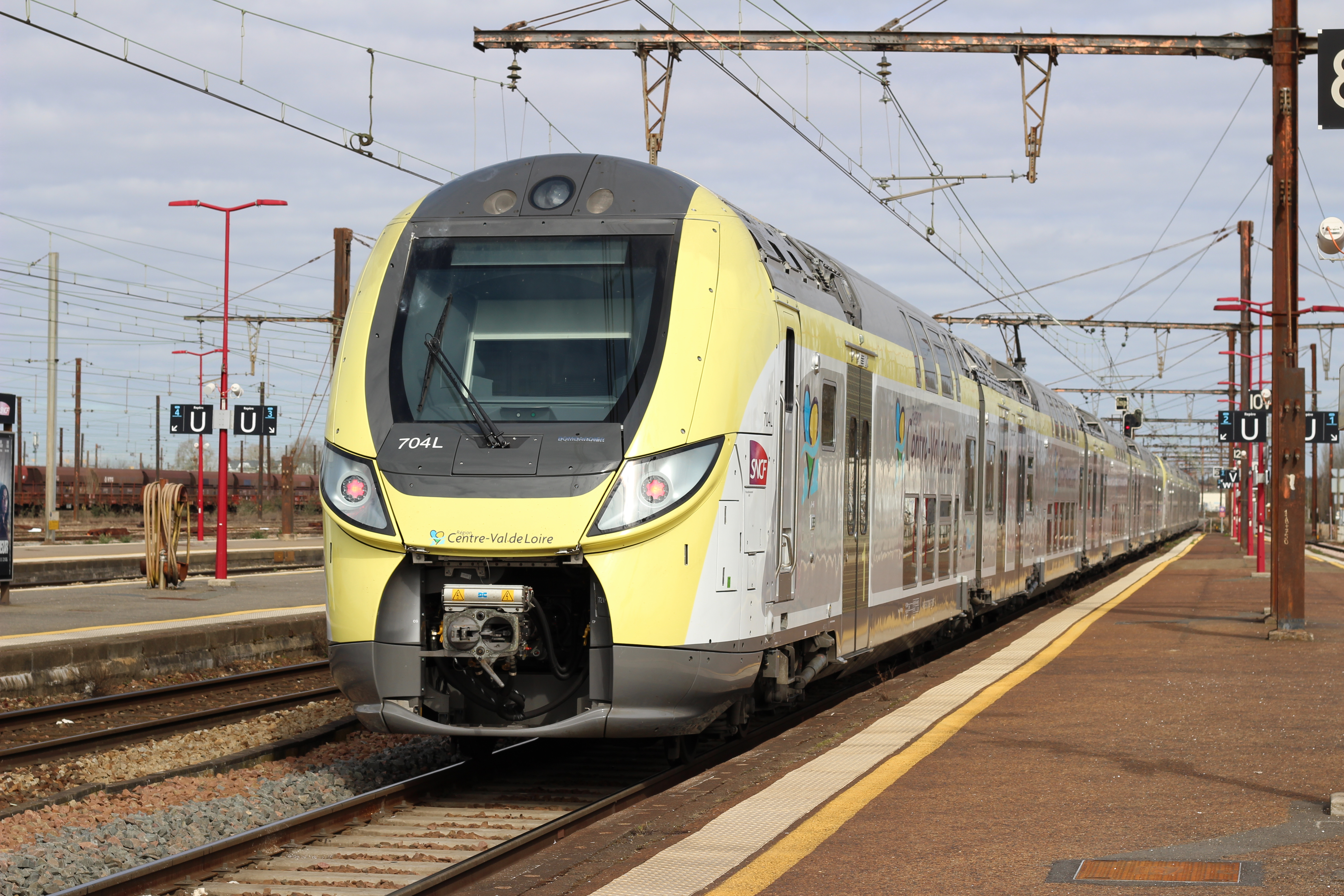
TER (rame Regio 2N) en gare.

Au niveau national, la gare est desservie par les trains des relations Intercités Paris – Limoges – Brive-la-Gaillarde – Cahors – Montauban – Toulouse (liaisons diurnes), Paris – Cahors – Montauban – Toulouse (liaisons nocturnes), Paris – Latour-de-Carol (liaisons nocturnes) et Paris – Lourdes – Tarbes (liaisons nocturnes). En outre, elle est un arrêt de la liaison Paris – Saint-Pierre-des-Corps – Angers – Nantes du réseau Ouigo Train Classique.
Au niveau régional, la gare est desservie par les lignes TER Centre-Val de Loire Paris – Orléans (trains directs ou omnibus), Paris – Bourges / Nevers et Paris – Blois – Tours.
Elle est l'une des quatre gares d'Orléans Métropole intégrées au TER-Bus, qui permet d'utiliser les TER entre ces quatre gares avec un titre de transport urbain. Aux Aubrais, cela concerne uniquement les trajets effectués depuis ou vers la gare d'Orléans.

### Intermodalité

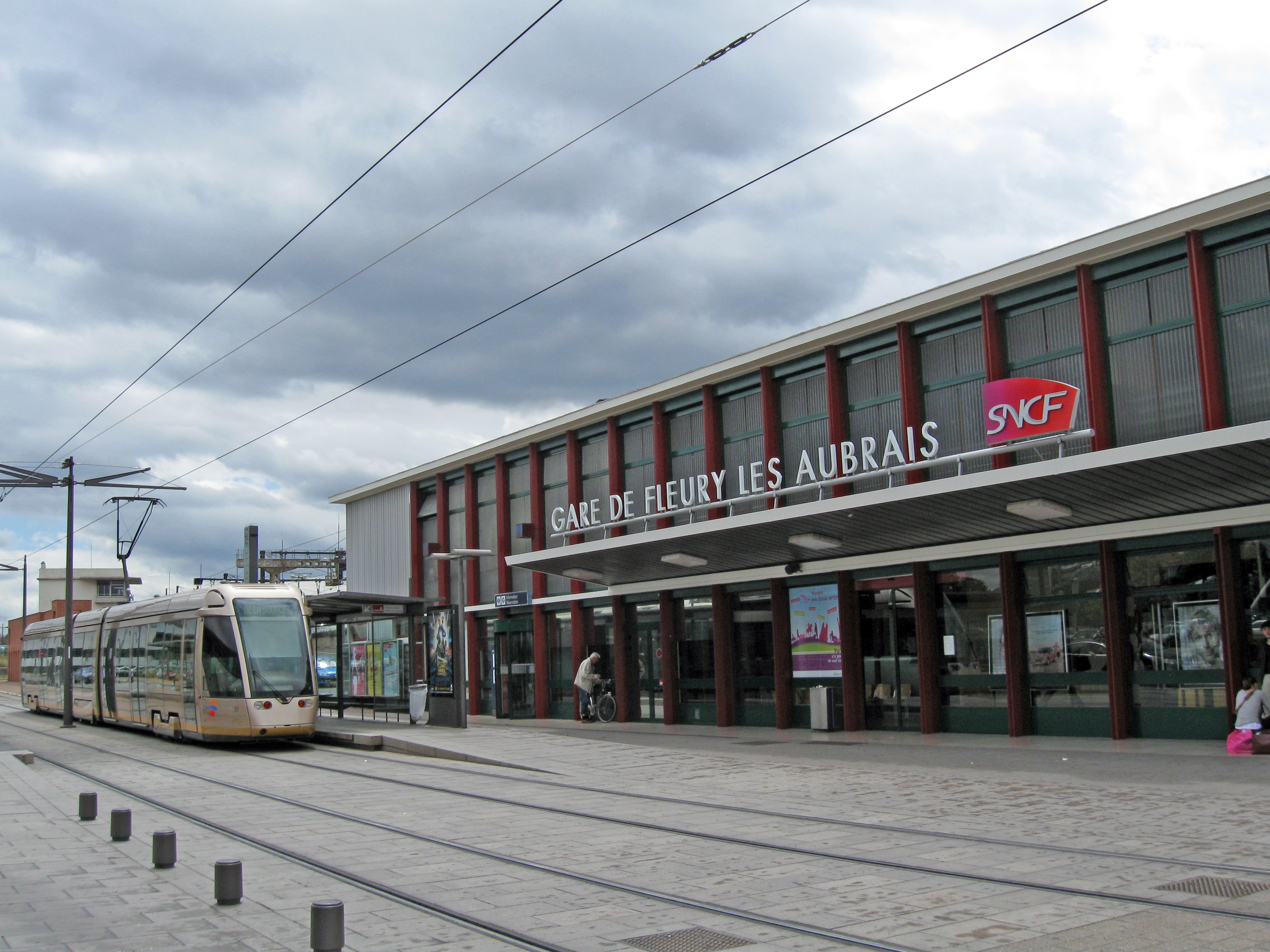
La station de tramway.

Un parking et un parc à vélos sont aménagés à ses abords.
La gare est desservie par la ligne A du tramway d'Orléans, par les lignes 3A, 6, 16 et 20A du Réseau de mobilité interurbaine (Rémi 45), par les lignes 11, 12, 21 et 44 du réseau de bus TAO, mais également par le réseau Vélo'+.

## Service des marchandises
Cette gare est ouverte au trafic du fret.

## Projets
Dans le cadre du projet « Interives », il a été envisagé de desservir la gare par une télécabine. Initialement, sa mise en service était prévue pour 2018, mais en 2019, le projet n'ayant toujours pas démarré, il est reporté à une date ultérieure, avant d'être définitivement abandonné en septembre 2020. Si des questions de fond sur la pertinence du projet-même s'étaient déjà posées, l'investissement de 17 millions d'euros et l'important budget de fonctionnement de 800 000 euros par an, corrélés aux contraintes financières liées au contexte de crise sanitaire ont amené les élus d'Orléans Métropole à abandonner le projet.
De nouveaux espaces urbains sont prévus à l'ouest du faisceau ferroviaire, ainsi qu'à l'est (en lieu et place du parking en surface, près de l'entrée principale de la gare).
D'importants travaux d'aménagement sont lancés en 2017 dans cette gare : rénovation des voies et construction d'ascenseurs, permettant de relier les quais au souterrain transversal. Cette opération a aussi permis de rénover ledit souterrain.